# Luigi Tanari
Luigi Tanari (Bologna, 28 luglio 1820 – Bologna, 3 aprile 1904) è stato un politico italiano.

## Biografia
Nacque a Bologna il 28 luglio del 1820 dal marchese Giuseppe e dalla contessa Brigida Fava Ghisilieri. Agronomo, fu uomo politico, deputato di Bologna nella VII legislatura, senatore dal 1861 e sindaco di Bologna. Partecipò ai moti del 1848 e all'organizzazione dei moti del 1859. Fu membro del Governo provvisorio dell'Assemblea delle Romagne. Liberale, alla Camera appoggiò la politica di Cavour.
L'archivio dell'attività politica e amministrativa di Luigi Tanari e la sua biblioteca si trovano presso la Biblioteca Comunale dell'Archiginnasio di Bologna.